# De-Rham-Kohomologie
Die De-Rham-Kohomologie (nach Georges de Rham) ist eine mathematische Konstruktion aus der Algebraischen Topologie, welche die Kohomologie für glatte Mannigfaltigkeiten entwickelt, also für Kurven, Flächen und andere geometrische Objekte, die aus der Sicht der Analysis lokal aussehen wie ein euklidischer Raum. Diese Kohomologie benutzt den Satz von Stokes in seiner verallgemeinerten Form, der den Fundamentalsatz der Analysis erweitert und eine Verbindungslinie von der Differentialgeometrie zur Algebraischen Topologie eröffnet. Das Analogon der De-Rham-Kohomologie für komplexe Mannigfaltigkeiten ist die Dolbeault-Kohomologie.

## De-Rham-Komplex

### Definition
Sei {\displaystyle X} eine glatte Mannigfaltigkeit und {\displaystyle \Omega ^{p}(X)} die Menge der p-Formen auf {\displaystyle X}. Der De-Rham-Komplex {\displaystyle \left(\Omega ^{p}(X),d^{p}\right)} ist der Kokettenkomplex
{\displaystyle 0\longrightarrow C^{\infty }(X)\cong \Omega ^{0}(X){\stackrel {\mathrm {d} ^{0}}{\longrightarrow }}\Omega ^{1}(X){\stackrel {\mathrm {d} ^{1}}{\longrightarrow }}\Omega ^{2}(X){\stackrel {\mathrm {d} ^{2}}{\longrightarrow }}\ldots }.
Die Abbildungen {\displaystyle \mathrm {d} ^{p}\colon \Omega ^{p}(X)\to \Omega ^{p+1}(X)} sind durch die Cartan-Ableitung gegeben.

### De-Rham-Komplex im dreidimensionalen Raum
Wählt man den {\displaystyle \mathbb {R} ^{3}} als zugrundeliegende Mannigfaltigkeit so hat der De-Rham-Komplex eine besondere Form. In diesem Fall entsprechen die Cartan-Ableitungen {\displaystyle \mathrm {d} ^{p}} den, aus der Vektoranalysis bekannten, Differentialoperatoren Gradient {\displaystyle \mathrm {grad} }, Divergenz {\displaystyle \mathrm {div} } und Rotation {\displaystyle \mathrm {rot} }. Konkret heißt es, dass das Diagramm
{\displaystyle {\begin{array}{rcccccccccl}0&\longrightarrow &\Omega ^{0}(\mathbb {R} ^{3})&{\stackrel {\mathrm {d} ^{0}}{\longrightarrow }}&\Omega ^{1}(\mathbb {R} ^{3})&{\stackrel {\mathrm {d} ^{1}}{\longrightarrow }}&\Omega ^{2}(\mathbb {R} ^{3})&{\stackrel {\mathrm {d} ^{2}}{\longrightarrow }}&\Omega ^{3}(\mathbb {R} ^{3})&\longrightarrow 0\\&&{\big \downarrow }=&&{\big \downarrow }\sharp &&{\big \downarrow }\sharp \circ \star &&{\big \downarrow }\star \\0&\longrightarrow &C^{\infty }(\mathbb {R} ^{3})&{\stackrel {\mathrm {grad} }{\longrightarrow }}&C^{\infty }(\mathbb {R} ^{3},\mathbb {R} ^{3})&{\stackrel {\mathrm {rot} }{\longrightarrow }}&C^{\infty }(\mathbb {R} ^{3},\mathbb {R} ^{3})&{\stackrel {\mathrm {div} }{\longrightarrow }}&C^{\infty }(\mathbb {R} ^{3})&\longrightarrow 0\end{array}}}
kommutiert, man also das gleiche Ergebnis erhält egal welchen Pfeilen man folgt. Die Abbildungen {\displaystyle \sharp } und {\displaystyle \star } sind Diffeomorphismen. So ist {\displaystyle \sharp } der Sharp-Isomorphismus und {\displaystyle \star } der Hodge-Stern-Operator.

## Definition der De-Rham-Kohomologie
Sei {\displaystyle X} eine glatte Mannigfaltigkeit. Die {\displaystyle k}-te De-Rham-Kohomologie-Gruppe {\displaystyle \mathrm {H} _{\mathrm {dR} }^{k}(X)} ist definiert als die {\displaystyle k}-te Kohomologie-Gruppe des De-Rham-Komplexes. Insbesondere gilt {\displaystyle \mathrm {H} _{\mathrm {dR} }^{k}(X)=0} für {\displaystyle k>\dim X.}

## Geschichte
In seiner Pariser Dissertation (1931) bewies Georges de Rham mit seinem Satz eine Vermutung von Élie Cartan, die ihrerseits auf Überlegungen von Henri Poincaré zurückging. Da die Kohomologie eines topologischen Raumes erst einige Jahre später thematisiert wurde, arbeitete er tatsächlich mit der Homologie und dem (aufgrund des Satzes von Stokes) dualen Komplex der n-Ketten.

## Homotopieinvarianz
Seien {\displaystyle M} und {\displaystyle N} zwei homotopieäquivalente glatte Mannigfaltigkeiten, dann gilt für jedes {\displaystyle p\in \mathbb {N} \cup \{0\}}
{\displaystyle \mathrm {H} _{\mathrm {dR} }^{p}(M)\cong \mathrm {H} _{\mathrm {dR} }^{p}(N)}.
Da also zwei homotope, glatte Mannigfaltigkeiten bis auf Isomorphie die gleiche De-Rham-Kohomologie besitzen, ist diese Kohomologie eine topologische Invariante einer glatten Mannigfaltigkeit. Das ist bemerkenswert, da bei der Definition der De-Rham-Gruppe die differenzierbare Struktur der Mannigfaltigkeit eine wichtige Rolle spielt. Man hat also erstmal keinen Grund anzunehmen, dass eine topologische Mannigfaltigkeit mit unterschiedlichen differenzierbaren Strukturen dieselben De-Rham-Gruppen hat.

## Satz von de Rham
Die zentrale Aussage in der Theorie der De-Rham-Kohomologie wird Satz von de Rham genannt. Er besagt, dass die De-Rham-Kohomologie {\displaystyle H_{\mathrm {dR} }^{*}(X)} glatter Mannigfaltigkeiten natürlich isomorph zur singulären Kohomologie {\displaystyle \mathrm {H} _{\mathrm {sing} }^{*}(X,\mathbb {R} )} mit Koeffizienten in den reellen Zahlen ist. Mit {\displaystyle H_{*}^{\mathrm {sing} }(X)} wird die singuläre Homologie bezeichnet. Es gilt also
{\displaystyle \mathrm {H} _{\mathrm {sing} }^{*}(X,\mathbb {R} )\cong \mathrm {H} _{\mathrm {dR} }^{*}(X).}
Sei {\displaystyle [c]\in H_{p}^{\mathrm {sing} }(X)} ein Element der p-ten singulären Homologiegruppe. Dann wird der Isomorphismus durch die Abbildung
{\displaystyle \omega \in H_{\mathrm {dR} }^{p}(X)\mapsto \left(c\mapsto \int _{c}\omega \right)\in \operatorname {Hom} \left(H_{p}^{\mathrm {sing} }(X),\mathbb {R} \right)}
beschrieben, wobei {\displaystyle c} ein glatter Zykel aus der Homologieklasse {\displaystyle [c]} ist. Dabei wurde {\displaystyle H_{\mathrm {sing} }^{*}(X,\mathbb {R} )} mit {\displaystyle \operatorname {Hom} \left(H_{p}^{\mathrm {sing} }(X),\mathbb {R} \right)} identifiziert (siehe auch Universelles Koeffiziententheorem). Diese Abbildung heißt De-Rham-Homomorphismus oder De-Rham-Isomorphismus.

## Beispiele einiger De-Rham-Gruppen
Das Berechnen der De-Rham-Gruppen ist oftmals schwierig, darum folgen nun wenige Beispiele. Es sei immer vorausgesetzt, dass die betrachteten Mannigfaltigkeiten glatt sind.
- Sei {\displaystyle X} eine zusammenhängende Mannigfaltigkeit, dann ist {\displaystyle \mathrm {H} _{\mathrm {dR} }^{0}(X)} gleich der Menge der konstanten Funktionen und hat Dimension eins.
- Sei {\displaystyle X} eine null-dimensionale Mannigfaltigkeit, dann ist die Dimension von {\displaystyle \mathrm {H} _{\mathrm {dR} }^{0}(X)} gleich der Mächtigkeit von {\displaystyle X} und alle anderen Kohomologiegruppen verschwinden.
- Sei {\displaystyle U\subset \mathbb {R} ^{n}} ein offenes Sterngebiet, dann gilt {\displaystyle \mathrm {H} _{\mathrm {dR} }^{p}(U)=0} für alle {\displaystyle p\geq 1}. Dies ist das Lemma von Poincaré, welches besagt, dass auf einem Sterngebiet jede geschlossene Differentialform, dω=0, sogar exakt ist (das heißt, es gibt eine „Potentialform“ χ, so dass ω=dχ gilt).
- Insbesondere gilt {\displaystyle \mathrm {H} _{\mathrm {dR} }^{p}(\mathbb {R} ^{n})=0}, da der euklidische Raum ein Sterngebiet ist.
- Sei {\displaystyle X} eine einfach-zusammenhängende Mannigfaltigkeit, dann gilt {\displaystyle \mathrm {H} _{\mathrm {dR} }^{1}(X)=0}.